# Касимово (Пермский край)
Касимово — деревня в Пермском районе Пермского края. Входит в состав Лобановского сельского поселения.

## География
Деревня расположена на реке Рыж (приток реки Мулянка), примерно в 7,5 км к юго-западу от административного центра поселения, села Лобаново и к 22 км к югу от Перми.

## Население
| 2010 |
| ---- |
| 317  |

## Улицы[2]
- Клубная ул.
- Луговая ул.
- Молодёжная ул.
- Набережная ул.
- Нагорная ул.
- Садовый пер.

## Топографические карты
- Лист карты O-40-77 Юг. Масштаб: 1 : 100 000. Состояние местности на 1983 год. Издание 1985 г.